# Символика ЛГБТ

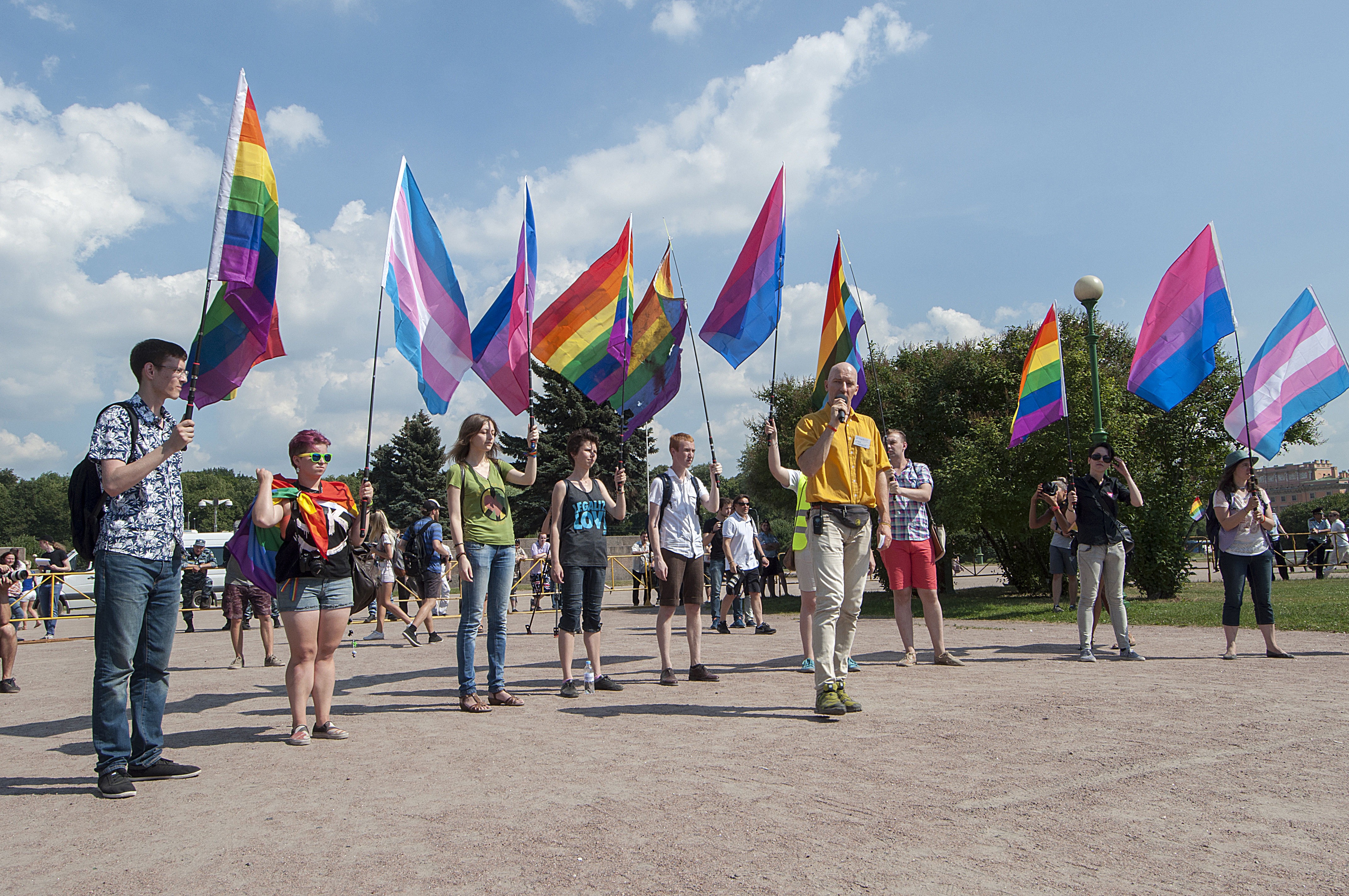
Радужный флаг, флаги бисексуальности и трансгендерности на гей-прайде в Санкт-Петербурге

Сообщество лесбиянок, геев, бисексуалов и трансгендерных людей (сокр. ЛГБТ-сообщество) и ЛГБТ-движение имеют свою собственную символику. Эти знаки, имеющие разное происхождение и смысловое наполнение, символизируют людей, которых часто маргинализируют, изображая карикатурно, или замалчивают сам факт их существования. Данные символы помогают ЛГБТ-людям обозначать свою идентичность, повышая тем самым их уверенность и самооценку перед лицом дискриминации и притеснений. Они демонстрируют единение сообщества, его открытость и гордость.
До второй половины XX века во многих обществах полагали, что сексуальная ориентация, отличающаяся от таковой у большинства, является признаком греха или болезни. Часто такие люди преследовались законом. Гомосексуалы были вынуждены скрывать свою природу, чтобы избежать издевательств, заключения или даже убийства. В конце 1960-х годов на фоне активного развития контркультуры, второй волны феминизма, движения за гражданские права чернокожих произошло становление нового социально-политического движения (ЛГБТ-движения). Оно создало официальную систему символов для самоидентификации и манифестации своего единства.
Символика ЛГБТ со временем претерпевает изменения. Некоторые старые символы уступили место более универсальным новым. Сегодня самые известные из них — радужный флаг, розовый треугольник и лямбда.

## Розовый треугольник
Розовый треугольник (англ. Pink triangle, нем. Rosa Winkel) — старейший и один из наиболее узнаваемых символов ЛГБТ-сообщества. Своим происхождением он обязан нацистской Германии, где гомосексуалы стали одними из жертв Холокоста. По разным оценкам, в нацистской Германии по 175-му параграфу в тюрьму было отправлено от 50 до 100 тысяч гомосексуальных мужчин, а от 5 до 15 тысяч человек было депортировано в концентрационные лагеря (подробнее см. в Гомосексуальность в нацистской Германии). В концлагерях на одежде таких заключённых делалась нашивка в виде розового треугольника. Согласно исследованиям, более 60 % из осужденных гомосексуальных мужчин погибло, поскольку они испытывали жестокое обращение не только со стороны охранников и администрации, но и со стороны других заключённых.
В начале 1970-х годов ЛГБТ-организации Германии и США начали популяризировать розовый треугольник как символ движения. Таким образом они проводили параллель между преступлениями нацистов и продолжающимися притеснениями и дискриминацией гомосексуалов в современном мире. Сейчас розовый треугольник используется для увековечивания памяти о трагическом прошлом, манифестации борьбы за права человека и выражения надежды на новую эру свободы, открытости и гордости.
Есть и другие менее популярные варианты этого символа. Так, лесбиянки используют чёрный треугольник, потому что в нацистских концлагерях им помечались «асоциальные элементы», к которым фашисты относили также и гомосексуальных женщин. Активистами были также придуманы символы бисексуалов и трансгендерных людей: первый представляет собой неполное наложение розового и синего треугольников, а другой — розовый треугольник со вписанным в него трансгендерным значком.
Благодаря данному символу розовый цвет стал ассоциироваться с ЛГБТ. Кроме того, как отмечают исследователи, розовый цвет в различных культурах обозначает женщину и, будучи присвоенным мужчине, бросает вызов гендерной нормативности.

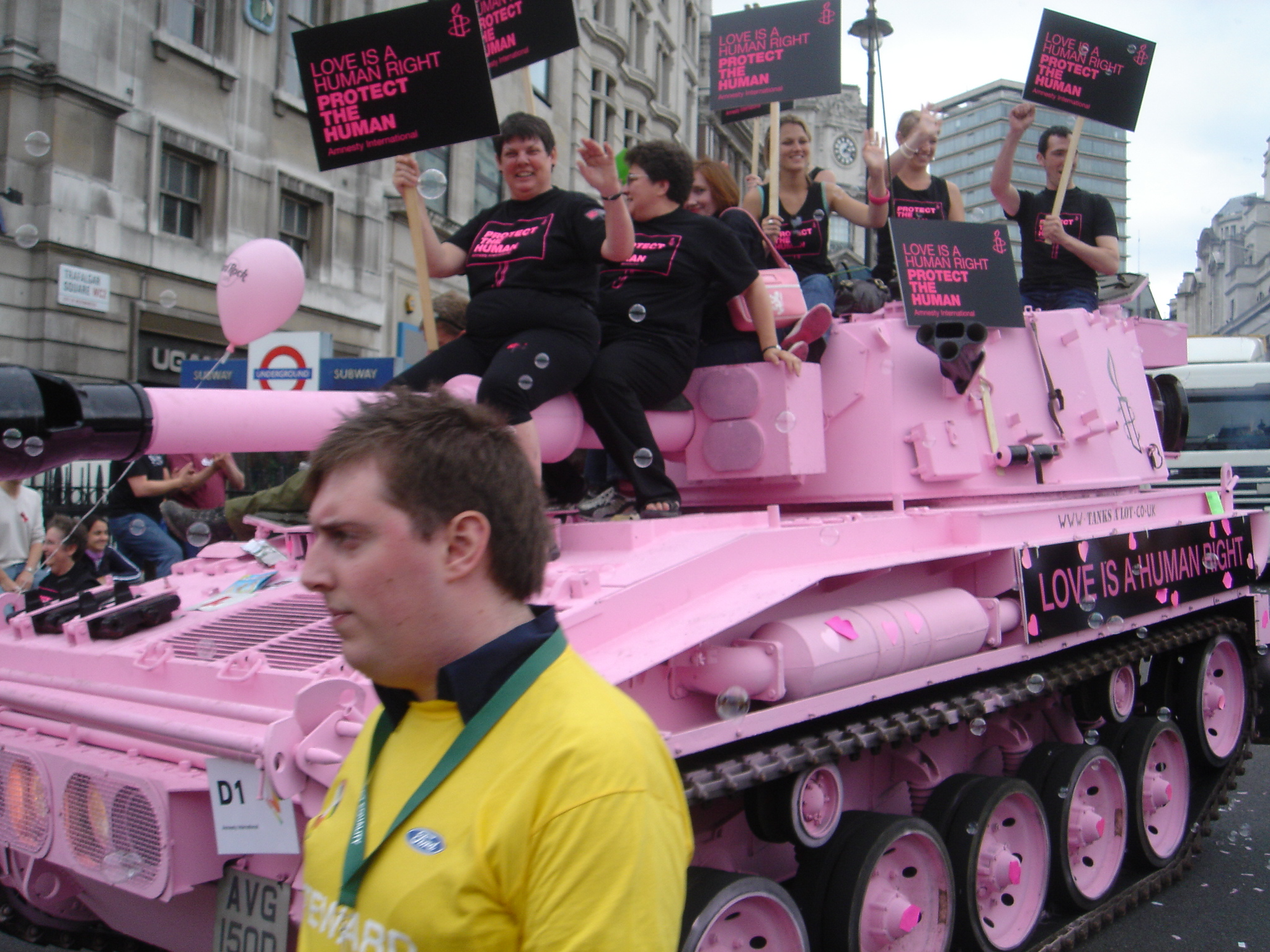
Розовый танк в Лондоне
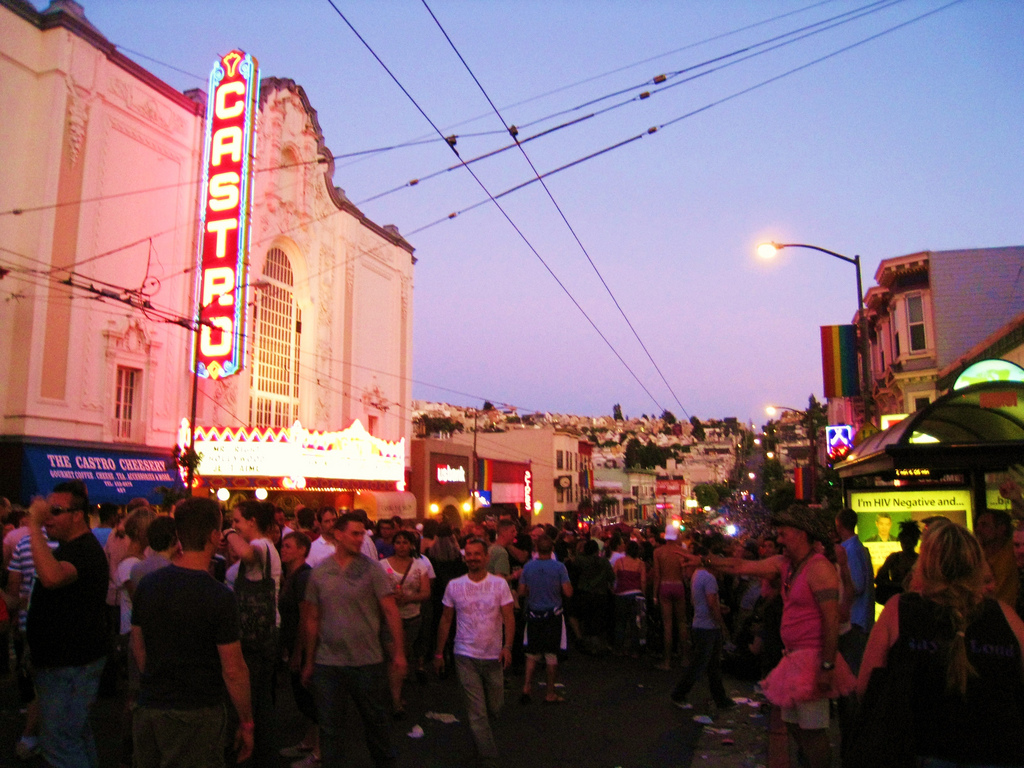
Розовая подсветка гей-квартала Кастро
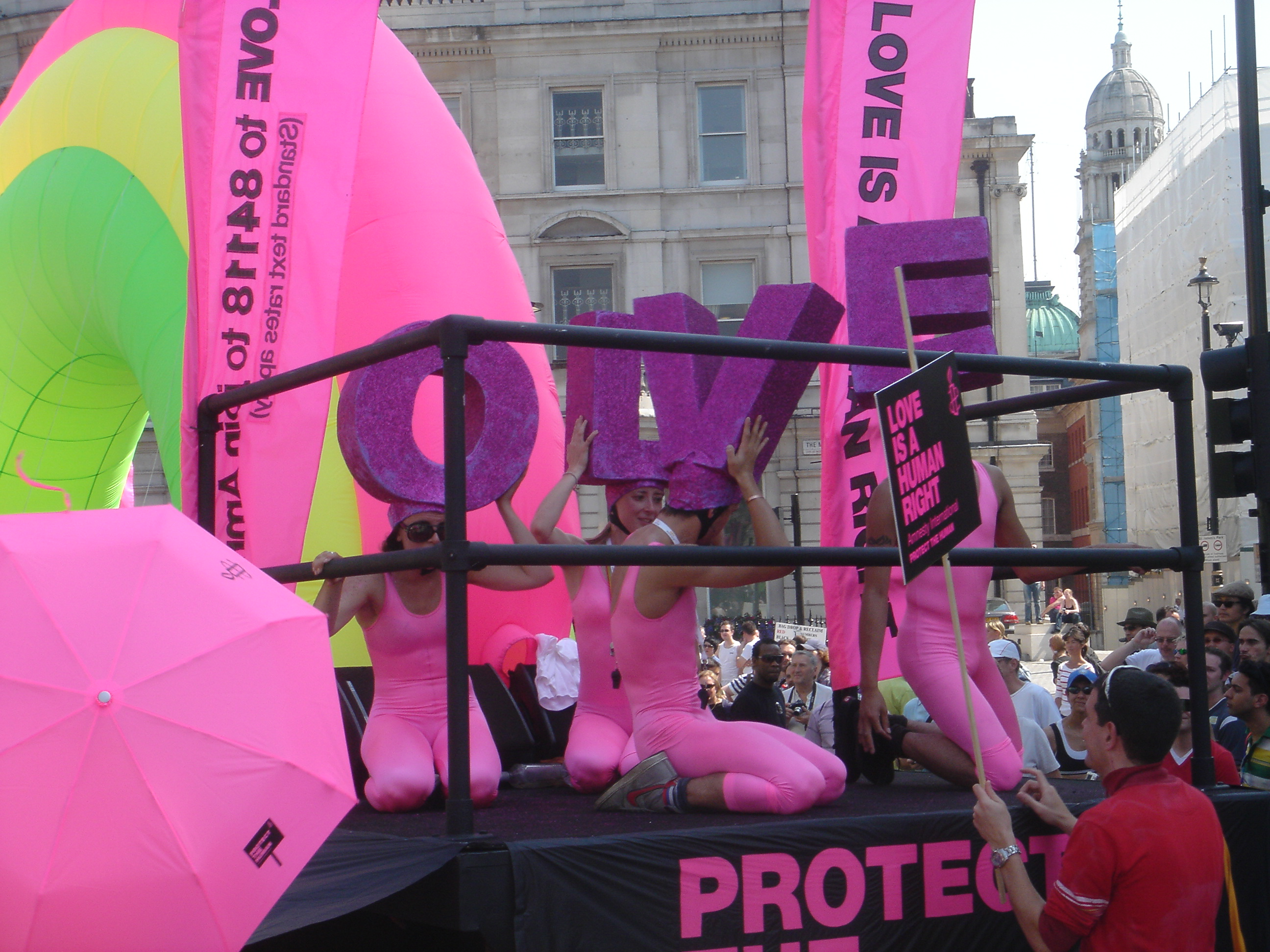
Платформа Международной амнистии на Европрайде

## Радужный флаг
Радужный флаг (также известный как прайд-флаг (англ. Pride flag), флаг свободы (англ. Freedom flag)) является одним из самых популярных и известных ЛГБТ-символов. Традиционно его полотно состоит из шести продольных полос, цвета которых идут в соответствии с природным порядком радуги, сверху вниз: красный, оранжевый, жёлтый, зелёный, синий и фиолетовый. Флаг призван отображать единство и разнообразие, красоту и радость ЛГБТ-сообщества. Он является олицетворением гордости и открытости.
Радужный флаг был разработан художником Гилбертом Бейкером специально для гей-прайда в Сан-Франциско в 1978 году (англ. San Francisco Gay Freedom Day). Этот год стал для ЛГБТ-сообщества США историческим — впервые в Калифорнии открытый гей Харви Милк был избран на политический пост (в качестве члена городского наблюдательного совета). Затем шестицветный флаг распространился из Сан-Франциско в другие города и стал широко известным символом ЛГБТ-сообщества во всём мире. В 1985 году Международная ассоциация лесбиянок и геев официально признала его в этом качестве. В результате большой популярности радужного флага сам мотив радуги стал ассоциироваться с ЛГБТ.  А из-за прочных ассоциаций радуги с единорогом, последний также стал считаться символом ЛГБТ.

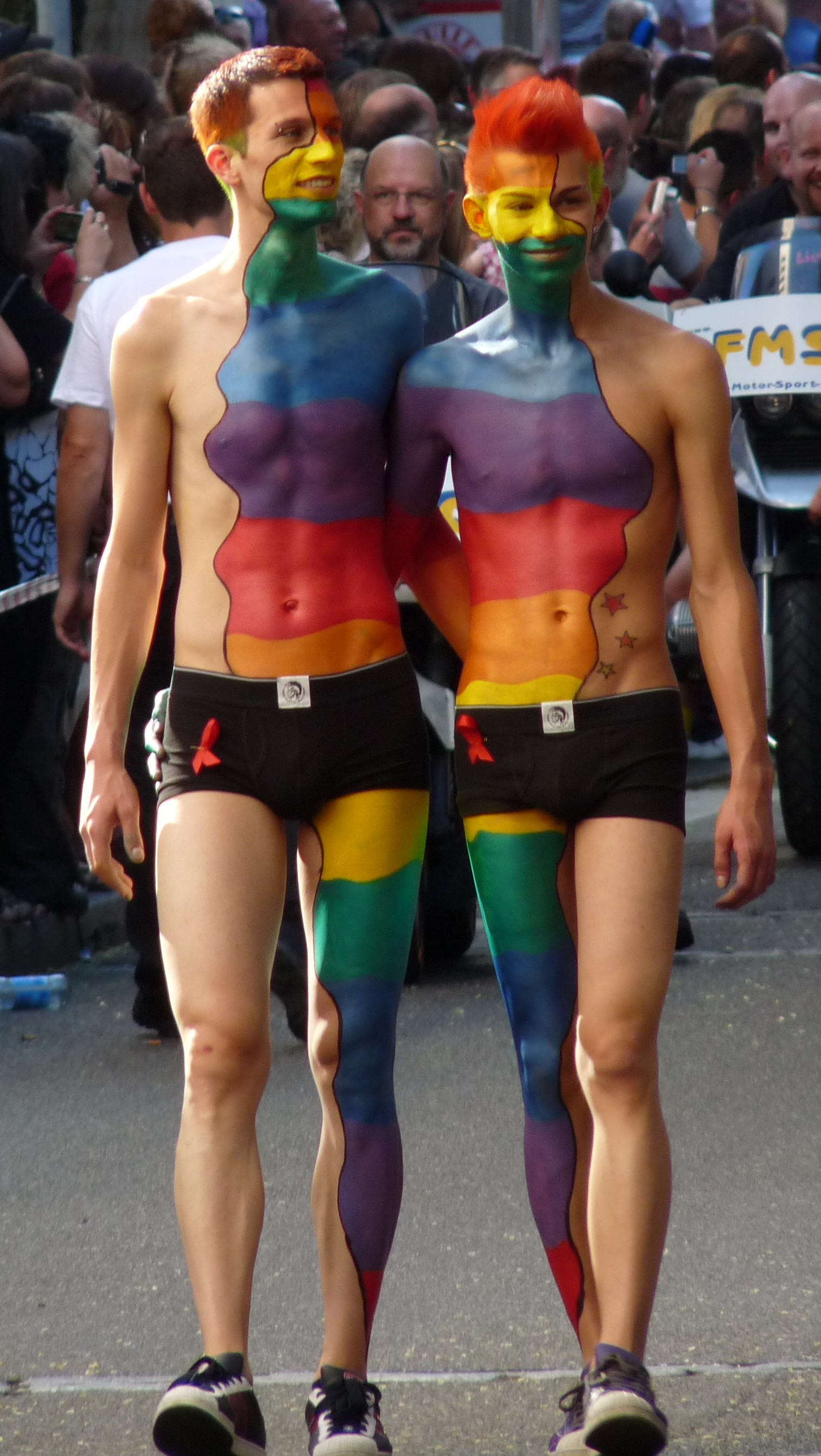
Штутгартский гей-прайд
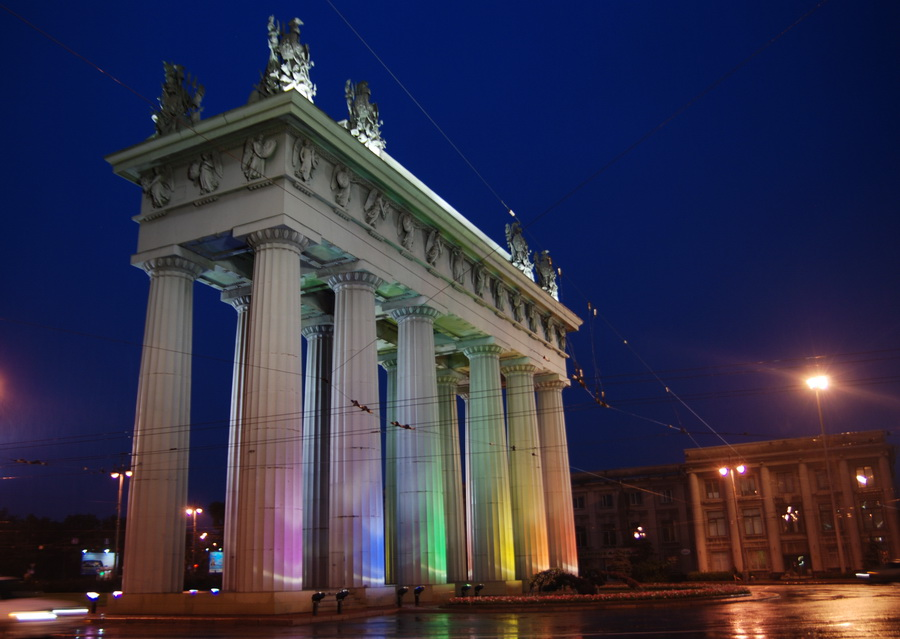
Московские триумфальные ворота в дни Санкт-Петербургского гей-прайда
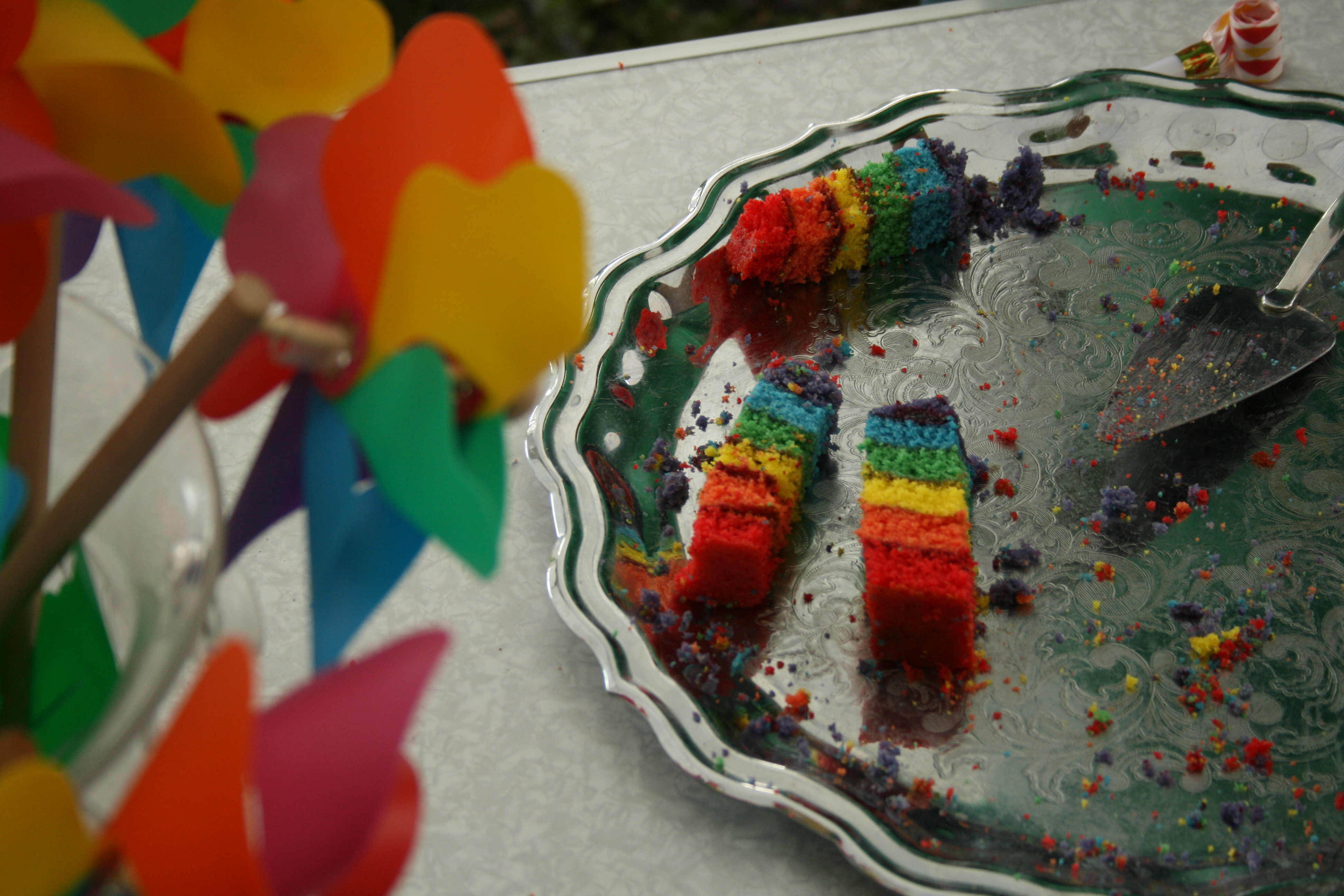
Радужные вертушки и пирог на гей-прайде в Праге

## Лямбда
В 1970 году строчная греческая буква лямбда ({\displaystyle \lambda }) по предложению графического художника Тома Доэрра была выбрана в качестве символа организации «Альянс гей-активистов», являющейся одной из самых активных групп освободительного движения геев.
Активисты пояснили выбор символа тем, что лямбда, обозначающая в физике «покоящийся потенциал», «изменение энергии» и «длину волны», является удачным олицетворением грядущих перемен с положением гомосексуалов в обществе, перспектив гей-движения. По их мнению, она была призвана стать символом «обязательства мужчин и женщин как гомосексуальных граждан добиваться и защитить свои права человека».
Этот символ имеет и множество других толкований. Некоторые обращают внимание на античное значение буквы как символа весов, баланса, достижения и поддержания равновесия, что ассоциируется со стремлением к гражданскому равноправию. Указывая на то, что древние римляне называли {\displaystyle \lambda } «домом света знания во мраке невежества», ряд гей-активистов подчеркивают значение просвещения в своей работе. Некоторые исследователи отмечают, что лямбда — это первая буква в слове «liberation» (рус. освобождение), которое является ключевым в идеологии движения 1970-х годов. Ряд активистов утверждали, что эта буква в качестве символа единства была изображена на щитах фиванских и спартанских «легионов возлюбленных», среди воинов которых было много однополых пар. Ученые скептически относятся к таким заявлениям, отмечая, что скорее всего данная легенда появилась из-за голливудского фильма «Триста спартанцев», где действительно фигурировали такие щиты.
В 1974 году Международный конгресс в защиту прав геев в Эдинбурге официально принял лямбду в качестве символа движения за права гомосексуальных людей. С тех пор она стала популярным символом, использующимся, например, для украшения одежды, в ювелирных изделиях и т. д. Кроме того, слово «лямбда» используется в названии ряда известных ЛГБТ-организаций, таких как Lambda Legal, Lambda Literary Foundation и др.

## Другие символы
Существует и множество других символов, используемых в среде ЛГБТ, которые, однако, не получили большой известности и широкого распространения.
Лабрис (др.-греч. λάβρυς) — топор с двумя лезвиями, использовавшийся в качестве оружия в средиземноморском регионе. Он был известен в Древней Греции как символ ряда негетеронормативных божеств: Зевса Лэбрэндеуса (изображающегося в виде андрогина с бородой и несколькими грудями), Деметры (её культ включал обряды лесбийского характера) и минойской богини-женщины. Согласно античной мифологии, двусторонний топор также был оружием женщин-воительниц амазонок, которые жили матриархальной общиной и славились однополыми связями. В американском религиозном течении сантерия лабрис является символом божества Шанго, который, будучи мужчиной, часто изображается неоднозначно в плане половой принадлежности и отождествляется с образом Святой Варвары.
В 1970-х годах лабрис был принят лесбийскими феминистками как символ силы, самостоятельности и солидарности. Он также обозначает неоднозначную сексуальность и гендерную принадлежность.
Гендерные символы применялись для схематического обозначения биологического пола с XVIII века. Начиная с 1970-х годов наложенные гендерные знаки используются ЛГБТ-активистами. В лесбийском значке совмещаются два «зеркала Венеры» (⚢), а в гейском — два «щита и копья Марса» (⚣). Используются также фигурные гендерные знаки.

Совмещённые «зеркала Венеры»
Две женщины
Совмещённые «щит и копье Марса»
Двое мужчин

Аналогичный трансгендерный символ представляет собой совмещенные воедино «зеркало Венеры» и «копье и щит Марса», иногда к этому добавляются совмещённые стрелка и крест. В 1999 году был изобретён трансгендерный флаг, полотно которого состоит из продольных полос голубого, розового и белого цвета. Его создательница, трансженщина Моника Хелмс объясняет, что голубые и розовые полосы символизируют мужской и женский пол соответственно, тогда как белый — другие состояния (интерсекс, трансгендерность, неопределённый гендер). Флаг призван обозначить равноценность всех гендерных форм. При этом на текущий момент у многих состояний, первоначально соотнесённых с белым цветом, есть собственные флаги. Например, флаг небинарных людей, гендерквирности, агендерности. Также собственный флаг имеют интерсекс-люди. А само по себе явление интерсексности не всеми, в том числе и интерсекс-людьми, признаётся частью ЛГБТ+ сообщества.
В 1970-х годах большой популярностью в качестве гей-символа пользовалось изображение отпечатка ладони фиолетового цвета («пурпурная рука»). Являющийся одной из самых активных групп освободительного движения, «Фронт освобождения геев» сделал его своей эмблемой. Данный символ обязан своим происхождением одному происшествию в Сан-Франциско, когда работники выпускавшей гомофобные материалы типографии вылили чернила на головы протестующих рядом с ней гей-активистов, а те в свою очередь оставили следы своих ладоней на здании конторы.

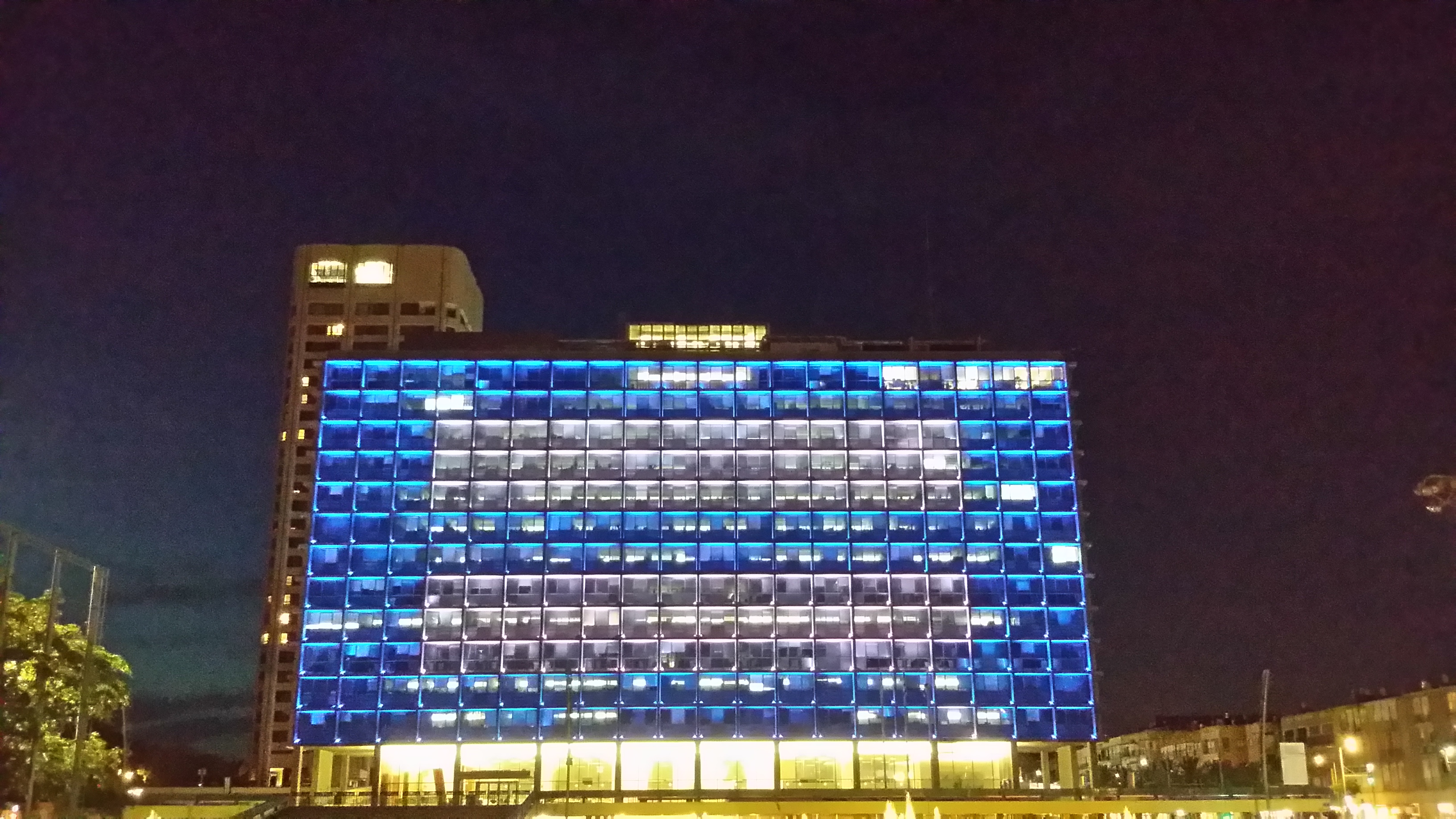
Знак равноправия на здании мэрии Тель-Авива во время гей-прайда

Логотип «Кампании за права человека», представляющий собой синий квадрат с жёлтым знаком равенства на нём, является популярным символом равноправия для ЛГБТ.
Среди ЛГБТ также используются символические ленты. Радужная, розовая и лиловая (как вариант: пурпурная, лавандовая или фиолетовая) ленты исторически связаны с радужным флагом, розовым треугольником и «пурпурной рукой» соответственно. Кроме того, две последние являются знаками гендерной ненормативности. Красная лента как символ борьбы с эпидемией ВИЧ приобрела значение для ЛГБТ-сообщества вследствие его значительной вовлечённости в эту борьбу.
Флаг бисексуалов был разработан художником Майклом Пэйджем в 1998 году и с тех пор приобрёл популярность по всему миру. Он представляет собой прямоугольное полотно из трёх горизонтальных полос: широкой розовой полосы в верхней части, символизирующий гомосексуальное влечение, широкой полосы синего цвета снизу, означающей гетеросексуальное влечение, и полосы пурпурного цвета, занимающей центральную часть как слияние двух областей, которая символизирует бисексуальность.
Лесбийский флаг — один из символов ЛГБТ-сообщества, обозначающий принадлежность к лесбийской идентичности. Наиболее распространён современный вариант 2018 года с пятью горизонтальными полосами от тёмно-оранжевого до тёмно-розового, символизирующими разнообразие и единство лесбиянок. Ранее использовались и другие версии, в том числе семиполосный розово-фиолетовый флаг и флаг с изображением лабриса на фиолетовом фоне.
Специфическая символика используется также и в некоторых субкультурах внутри ЛГБТ, например, флаги «медведей» и кожаной фетиш-культуры или специфическая система кода носовых платков, серёг и колец.
Некоторые символы имеют историческое значение. Например, благодаря Оскару Уайльду зелёная гвоздика использовалась в качестве символа гомосексуалов в викторианской Великобритании. Красный галстук или шарф стали таковыми в связи с творчеством художника Пола Кадмуса, а аир — поэта Уолта Уитмена.
Существует целый ряд других символов (например, пурпурный носорог, единорог, бабочка) и флагов, но они не получили широкой известности.
|                           |                      |                                           |                                               |
| Флаг трансгендерных людей | Флаг бисексуалов     | Пурпурная рука «Фронта освобождения геев» | Символ равенства «Кампании за права человека» |
|                           |                      |                                           |                                               |
| Флаг «медведей»           | Флаг кожаного фетиша | Трансгендерный символ                     | Красная лента                                 |